# 紫岩乡 (西充县)
紫岩乡，是中华人民共和国四川省南充市西充县曾经下辖的一个乡。2019年10月，撤销紫岩乡，将其所属行政区域划归关文镇管辖。

## 行政区划
紫岩乡撤销前下辖以下地区：
堰塘沟村、洞宾山村、朱华沟村、纪公庙村、歇马桥村、太平寺村、观音庙村、胥家湾村、油井寺村、何家嘴村和龙洞山村。